# 傷だらけの女
『傷だらけの女』（きずだらけのおんな）は、関西テレビ放送の企画・制作によりフジテレビ系全国ネットで放送されたテレビドラマ。連続ドラマは1999年4月13日から6月22日（全11回）、スペシャルドラマは同年12月28日に放送された。

## あらすじ
神崎京子（高島礼子）は、訳あって警察を辞め、今はボディーガードを生業としている。武道を使いこなし、体を張って依頼者を守り抜く男顔負けのプロフェッショナル。クールでお金でのみ仕事を引き受けるが、その一方で心に傷を持って生きている。
　そんな彼女につきまとうのが牧田修一（山口達也）。牧田は京子を「アネキ」と慕い、半人前ながら事件解決のために情報収集に奔走する京子の手下。
　立花賢太郎（古尾谷雅人）は、京子の元同僚で現職の刑事。女だてらに刑事をやっていた京子とはウマが合わず、今でも現場で出会うとケンカになってしまう。だが実は京子のことが気になってしかたがない。
　京子のもとに毎回さまざまな護衛の依頼が舞い込み、それに牧田と立花が絡んで・・・。
　１話完結のハードボイルドタッチな事件モノで、主人公はクールでタフ、男に媚びず自立した女ボディーガード、現代女性の理想像とも言えるでしょう。彼女が事件を解決していく様はまさに『痛快』！。高島礼子がとにかくかっこいい女ボディーガードをお見せします。日本ではまだあまり馴染みのない職業ですが、あの映画『ボディーガード』のケビン・コスナ—を超えるられるか・・・？謎解き、アクション、笑い、感動といった要素も！

## キャスト
- 神崎京子 - 高島礼子
  - ボディーガード。元警視庁・敏腕刑事。
- 牧田修一 - 山口達也（当時TOKIO）
  - ボディーガード。神崎と同僚。
- 立花健太郎 - 古尾谷雅人
  - 警部補→警部。
- 猿渡浩平 - 寺田農
  - 「ガーディアン」の社長、元警視庁・部長刑事。
- 永井由香里 - 立河宜子
  - バーテンダーのママ。
- 林直美 - 北原一咲
- 城之内リカ - 森順子

### ゲスト
第1話
- 平野久美 - 松下由樹（ジャーナリスト）
- 平野真司 - 羽場裕一

第2話
- 山岡浩一 - ユースケ・サンタマリア（総合病院の外科医）
- 山岡光太郎 - 仲谷昇（浩一の父で、院長）
- 永瀬文江 - 深浦加奈子

第3話
- 桜井レナ - 榎本加奈子（アイドル歌手）
- 河田明美 - 馬渕英里何（レナの高校の同級生）

第4話
- 葉山麗花 - 真矢みき（人気マジシャン）
- 平塚 - 光石研（麗花のマネージャー）

第5話
- 坪井園子 - 川島なお美

第6話
- 葦辺 - 竹内力

第7話
- 松坂芳江 - 戸田恵子（黒木の秘書）
- 黒木達夫 - 団時朗（代議士）

第8話
- 高城剛 - 東幹久

第9話
- 飯田澄子 - 伊藤かずえ

第10話
- 杉崎真司 - 羽賀研二

最終話
- 森山美加 - 古手川祐子

特別編
- 大杉漣
- 菅野美穂
- 内藤剛志
- 古手川祐子

## スタッフ
- 脚本：両沢和幸、橋本以蔵
- 演出：塚本連平（MMJ）、小松隆志（MMJ）
- プロデューサー：安藤和久（関西テレビ）、東城祐司、遠田孝一（いずれもMMJ）
- プロデューサー補：三宅喜重（関西テレビ）、浅井千瑞（MMJ）
- 音楽：服部隆之
- 主題歌：吉田拓郎「心の破片」（フォーライフレコード）
- 制作：関西テレビ、MMJ

## サブタイトル
| 第1話                                                      | 4月13日  | 愛や正義のためじゃなく            | 14.6% |
| 第2話                                                      | 4月20日  | 悪い医者                          | 14.4% |
| 第3話                                                      | 4月27日  | 消えたアイドル                    | 14.6% |
| 第4話                                                      | 5月04日  | 死のマジック                      | 11.6% |
| 第5話                                                      | 5月11日  | 狙われた極妻                      | 13.8% |
| 第6話                                                      | 5月18日  | 悪魔の子守唄                      | 14.1% |
| 第7話                                                      | 5月25日  | 悪い女                            | 11.0% |
| 第8話                                                      | 6月01日  | ボディガードの恋                  | 12.0% |
| 第9話                                                      | 6月08日  | 小さな目撃者                      | 11.3% |
| 第10話                                                     | 6月15日  | お金がない                        | 9.5%  |
| 最終話                                                     | 6月22日  | 愛や正義のために                  | 16.0% |
| 平均視聴率 13.0%（視聴率は関東地区・ビデオリサーチ社調べ） |          |                                   |       |
| SP                                                         | 12月28日 | 忍び寄る復讐鬼 神崎京子最後の斗い | 11.2% |